# Mètre cube par kilogramme
Le mètre cube par kilogramme (symbole m3/kg) est l'unité dérivée de volume massique du Système international (SI).
C'est l'inverse du kilogramme par mètre cube, l'unité de masse volumique.